# Кага, Каэдэ
Каэдэ Кага (яп. 加賀楓 Кага Каэдэ, род. 30 ноября 1999 года) — японский идол, участница тринадцатого поколения японской поп-группы Morning Musume.

## Биография

### Ранние годы
Каэдэ Кага родилась 30 ноября 1999 года в городе Токио. Её отец вокалист в метал-группе The King of Metal Slime

### 2012
Летом 2012, Каэдэ неудачно прошла прослушивание в Morning Musume 11ki Member «Suppin Utahime» Audition. Затем она прошла прослушивание и присоединилась к Hello! Pro Kenshuusei в ноябре 2012 года.

### 2013
В январе Каэдэ начала свою деятельность в Hello! Pro Kenshuusei, участвуя в качестве танцора на зимнем концертном туре Hello! Project.
С 7 по 17 февраля выступала на одной сцене с Рико Ямагиси.
7 марта вместе с Сакурако Вада участвовала в фан-клуб событии.

### 2014
С 14 марта по 23 марта, Каэдэ участвовала в мюзикле Bokutachi Karen na Shounen Gasshoudan, вместе с бывшими участницами Morning Musume Ясуда Кэй и Огава Макото.
С 5 июня по 15 июня, Каэдэ участвовала в мюзикле LILIUM -Lilium Shoujo Junketsu Kageki- вместе с Morning Musume, S/mileage.

### 2016
С 3 ноября по 20 ноября участвовала в мюзикле Nega Poji Poji.
12 декабря 2016 в ходе финального дня тура Morning Musume '16 Concert Tour Aki ~MY VISION~, было анонсировано, что она становится участницей 13 поколения Morning Musume, вместе с Рэйна Ёкояма.

### 2017
21 февраля, Каэдэ и Рэйна Ёкояма провели свое дебютное фан-клуб мероприятие Morning Musume '17 13ki Member FC Event.
2 марта, Каэдэ и Рэйна Ёкояма начали веб-ток-шоу исключительно для участников фан-клуба, под названием Reversible Radio. Кроме того, с 6 апреля они участвуют в радиошоу, под названием Morning Musume '17 no Morning Diary, вместе с участницами 12-го поколения Morning Musume.
В июле Каэдэ присоединилась к Hello! Project Station Dance Club.
30 ноября отметила свой 18-й день рождения на мероприятии под названием Morning Musume '17 Kaga Kaede Birthday Event, с двумя шоу в TOKYO FM HALL, Токио.

### 2018
19 апреля, Каэдэ была назначена послом туризма для Kaga Onsenkyo, горячих источников в префектуре Исикава, название которого на кандзи пишется также, как и её фамилия.

## Группы и юниты Hello! Project
- Hello Pro Kenshuusei (2012—2016)
- Morning Musume (2016—)
- Hello! Project Station Dance Club (2017—)

## Дискография

### Студийные альбомы
Morning Musume
- 15 Thank you, too (2017)
- Hatachi no Morning Musume (2018)
- Best! Morning Musume 20th Anniversary (2019)

### Синглы
Hello Pro Kenshuusei
- «Ten Made Nobore!»
- «Oheso no Kuni Kara Konnichiwa / Ten Made Nobore!»

## Фотокниги
Сольные фотокниги
1. Kaede (30 ноября 2019, Odyssey Books, ISBN 978-4-8470-8239-9)
2. Iroha Kaede (29 октября 2020, Odyssey Books, ISBN 978-4-8470-8326-6)
3. Maplesugar (30 ноября 2021, Odyssey Books, ISBN 978-4-8470-8394-5)

Совместные фотокниги
- Morning Musume '17 Shijou Drama "Haikei, Haru-senpai! ~Higashi-Azabu Koukou Hakusho~" (11 декабря 2017, Wani Books, ISBN 978-4-8470-4982-8)[14]
- Morning Musume 20 Shuunen Kinen Official Book (19 июня 2018, Wani Books, ISBN 978-4-8470-8125-5)[15]
- Morning Musume '18 Micchaku Documentary Photobook "NO DAY , BUT TODAY 21 Nenme ni Kaita Yumetachi VOL.1" (14 сентября 2018, Tokyo News Service, ISBN 4863368216)
- Morning Musume '18 Micchaku Documentary Photobook "NO DAY , BUT TODAY 21 Nenme ni Kaita Yumetachi VOL.2" (14 сентября 2018, Tokyo News Service, ISBN 4863368224)
- Morning Musume '18 Micchaku Documentary Photobook "NO DAY , BUT TODAY 21 Nenme ni Kaita Yumetachi VOL.3" (14 сентября 2018, Tokyo News Service, ISBN 4863368232)

## Фильмография

### ТВ-программы
- ~Onedari Entame!~ Hapi★Pure (2013—2014)[16]
- The Girls Live (2016—2019)

### Веб-программы
- Hello Pro Kenshuusei no Tadaima Kenshuuchuu! (2013—2016)[17]
- Hello! Project Station (2016—)
- Reversible Radio (2017—)

### Театр
- Nettai Danshi (熱帯男子) (2013)
- Bokutachi Karen na Shounen Gasshoudan (14-23 марта 2014, BOX in BOX theater, Токио)[18]
- LILIUM -Lilium Shoujo Junketsu Kageki- (5-15 июня 2014, Ikebukuro Sunshine Theater, Токио), (20-21 июня 2014, Morinomiya Piloti Hall, Осака)[19]
- Nega Poji Poji (3-20 ноября 2016, BIG TREE THEATER, Токио)[20]
- Pharaoh no Haka  (2-11 июня 2017, Ikebukuro Sunshine Theater, Токио)[21]
- Pharaoh no Haka ~Hebi Ou Sneferu~ (1—10 июня 2018, Ikebukuro Sunshine Theater, Токио; 15—17 июня 2018, Mielparque Hall, Осака)[22]

## Фотокниги
1. Kaede (30 ноября 2019, Odyssey Books, ISBN 978-4-8470-8239-9)